# Волано
Вола̀но (на италиански: Volano, на местен диалект: Volam, Волам) е малко градче и община в Северна Италия, автономна провинция Тренто, автономен регион Трентино-Южен Тирол. Разположено е на 189 m надморска височина. Населението на общината е 3177 души (към 2015 г.).